# Доњи Жабар
Доњи Жабар је насељено мјесто и сједиште истоимене општине у Републици Српској, БиХ. Према прелиминарним подацима пописа становништва 2013. године, у насељеном мјесту Доњи Жабар укупно је пописано 1.157 лица.

## Становништво
|             | 2013.          | 1991.          | 1981.          | 1971.          |
| Укупно      | 1 208 (100,0%) | 1 420 (100,0%) | 1 513 (100,0%) | 1 639 (100,0%) |
| Срби        | 1 196 (99,01%) | 1 394 (98,17%) | 1 454 (96,10%) | 1 622 (98,96%) |
| Хрвати      | 4 (0,331%)     | 2 (0,141%)     | 5 (0,330%)     | 4 (0,244%)     |
| Бошњаци     | 3 (0,248%)     | 3 (0,211%)1    | 1 (0,066%)1    | 5 (0,305%)1    |
| Неизјашњени | 3 (0,248%)     | –              | –              | –              |
| Југословени | 1 (0,083%)     | 13 (0,915%)    | 49 (3,239%)    | 5 (0,305%)     |
| Остали      | 1 (0,083%)     | 8 (0,563%)     | 4 (0,264%)     | 1 (0,061%)     |
| Македонци   | –              | –              | –              | 2 (0,122%)     |

1. 1 На пописима од 1971. до 1991. Бошњаци су пописивани углавном као Муслимани.